# Robert Owen (darter)
Robert Owen (Ogmore Valley, 23 september 1984) is een Welsh darter die uitkomt voor de PDC.

## Carrière
Op de Dutch Darts Masters in 2017 versloeg hij Jamie Bain, Cristo Reyes en Simon Whitlock. Hij verloor de kwartfinale uiteindelijk met 6-5 van Michael Smith. Zijn beste prestatie tot nu toe was het behalen van de halve finale van de UK Open 2018, waar hij met 11-3 van Corey Cadby verloor.

## Resultaten op wereldkampioenschappen

### PDC
- 2023: Laatste 96 (verloren van Andrew Gilding met 2-3)
- 2025: Laatste 16 (verloren van Callan Rydz met 3-4)